# Ben Player
Ben Player est un bodyboardeur australien, champion du monde de bodyboard à trois reprises, en 2005, 2007 et 2013. Originaire d'Avalon Beach, il est le parrain du magazine australien Movement Bodyboarding Magazine.